# Tabatinga (pedra)
Tabatinga é um composto argiloso formado a partir de uma mistura singular de raros materiais encontrados no fundo de lagoas e/ou rios em área de restinga ou ligação com águas marítimas. Esse material só é formado quando, por ocasião da abertura de uma barra, a água doce da lagoa se mistura com a água salgada do mar. São justamente essa mistura de pHs e a diferença na salinidade que provocam uma reação de decomposição da formação original rochosa, tornando-a pastosa e permitindo que tenha uma liquefação à temperatura ambiente ou igual à corpórea (humana).
Encontra-se também a tabatinga às margens de córregos. Na zona rural de Minas Gerais, em tempos passados, era utilizada para revestimento das paredes das casas quando, os poucos recursos econômicos das gentes, impedia o acesso a tintas. Os fogões a lenha eram embelezados da mesma forma. 

## Etimologia
"Tabatinga" é um termo derivado do termo tupi tobatinga, que significa "barreira branca, barro branco como cal".